# MFK Dukla Banská Bystrica
MFK Dukla Banská Bystrica (celým názvem: Mestský futbalový klub Dukla Banská Bystrica) je slovenský fotbalový klub, který sídlí v Banské Bystrici ve stejnojmenném kraji. Založen byl v roce 2017 po fúzi mládeže Dukly Banská Bystrica a třetiligového celku TJ ŠK Kremnička. Od sezóny 2022/23 působí v 1. fotbalové lize (nejvyšší soutěž). Klubové barvy jsou červená a bílá.
Své domácí zápasy odehrává na stadionu Štadión SNP s kapacitou 7 900 diváků.

## Historie
Původní banskobystrická Dukla dlouhodobě balancovala na hraně zániku, ten přišel v roce 2017 po jejím finančním krachu. Mládež čerstvě zaniklého klubu poté přešla pod patronát dalšího banskobystrického klubu TJ ŠK Kremnička, jehož majitel Milan Smädo získal mládežnická družstva Dukly v aukci. Následně pak Smädo obětoval svůj vlastní klub pro vytvoření nové sportovní organizace pod názvem MFK Dukla, která je čistě pod vlastnictví města Banská Bystrica.
O pár týdnů později byla dohodnuta fúze s prvoligovou Podbrezovou, jež měla proběhnout před začátkem sezóny 2018/19. Podnět k fúzi dalo samotné vedení místních železáren, které se nejen zřekne názvu budoucího klubu, ale i barev a domácích zápasů v Podbrezové. Tato fúze měla vést k vytvoření regionálního „superklubu“, který by měl být konkurenceschopný v nejvyšší soutěži. Myšlenky o fúzi vzaly za své v říjnu 2017, kdy se vedení podbrezovských železáren rozhodlo plánovanou fúzi definitivně zrušit.

## Umístění v jednotlivých sezonách
Stručný přehled
Zdroj: 
- 2017–2018: 3. liga – sk. Střed
- 2018–2022: 2. liga
- 2022–: 1. liga

Jednotlivé ročníky
Zdroj: 
Legenda: Z – zápasy, V – výhry, R – remízy, P – porážky, VG – vstřelené góly, OG – obdržené góly, +/− – rozdíl skóre, B – body, červené podbarvení – sestup, zelené podbarvení – postup, fialové podbarvení – reorganizace, změna skupiny či soutěže
| Slovensko (2017–) |                     |        |    |    |    |    |    |    |     |    |        |
| Sezóny            | Liga                | Úroveň | Z  | V  | R  | P  | VG | OG | +/− | B  | Pozice |
| 2017/18           | 3. liga – sk. Střed | 3      | 30 | 21 | 6  | 3  | 60 | 18 | +42 | 69 | 1.     |
| 2018/19           | 2. liga             | 2      | 30 | 12 | 10 | 8  | 49 | 35 | +14 | 46 | 5.     |
| 2019/20           | 2. liga             | 2      | 22 | 15 | 3  | 4  | 53 | 26 | +27 | 45 | 2.     |
| 2020/21           | 2. liga             | 2      | 30 | 17 | 6  | 7  | 72 | 41 | +31 | 56 | 2.     |
| 2021/22           | 2. liga             | 2      | 30 | 21 | 6  | 3  | 62 | 24 | +38 | 69 | 2.     |
| 2022/23           | Fortuna liga        | 1      | 32 | 13 | 5  | 14 | 50 | 56 | -6  | 44 | 5.     |
| 2023/24           | Niké liga           | 1      | 32 | 14 | 9  | 9  | 50 | 41 | +9  | 51 | 7.     |